# Temporada 1986-1987 del FC Barcelona
Les dades més destacades de la temporada 1986-1987 del Futbol Club Barcelona són les següents:

## 1987

### Febrer
- 5 febrer - Ricard Huguet, portaveu del Grup d'Opinió Barcelonista, qualifica públicament el president Josep Lluís Núñez d'indigne i irresponsable i demana el seu relleu.
- 4 febrer - El president Núñez fa unes declaracions a Montserrat en les quals manifesta que els opositors del Grup d'Opinió Barcelonista desitgen que el Barça perdi els partits per desestabilitzar el club.

### Gener
- 31 gener - 25a. jornada de Lliga. Gran victòria del FCB sobre el Reial Madrid (3-2) al Camp Nou amb hat trick de Lineker. El Barça es consolida com a líder amb tres punts d'avantatge sobre el Real Madrid
- 28 gener - Copa del Rei. Vuitens de final. Anada. Ensopegada inesperada del Barça al Camp Nou on és superat per l'Osasuna (0-1)
- 25 gener - 24a. jornada de Lliga. El Barça no passa de l'empat (0-0) en la seva visita a Zorrilla davant el Reial Valladolid
- 17 gener - 23a. jornada de Lliga. Victòria sobre l'Athletic de Bilbao (4-1) amb gols de Lineker, Carrasco, Hughes i Robert
- 11 gener - 22a. jornada de Lliga. Empat blaugrana davant el Sevilla FC (0-0) al Sánchez Pizjuán
- 4 gener - 21a. jornada de Lliga. El FCB s'imposa al CE Sabadell (3-1) al Camp Nou amb gols de Lineker (2) i Calderé

## Resultats
| PARTITS |
| --- |
| 1-8-86 AMISTÓS ANDORRA-BARCELONA 2-4 7-8-86 TROFEO CIUDAD DE PALMA BARCELONA-CRUZEIRO 2-1 9-8-86 TROFEO CIUDAD DE PALMA BARCELONA-MALLORCA 2-1 15-8-86 Trofeo Colombino BARCELONA-MANCHESTER CITY 1-1 /3-4/ PENALS 16-8-86 Trofeo Colombino BARCELONA-SEVILLA 4-1 19-8-86 GAMPER BARCELONA-MILAN 3-1 20-8-86 GAMPER BARCELONA-PSV EINDHOVEN 1-0 20-8-86 AMISTOSO BARCELONA-ELCHE 1-2 25-8-86 AMISTOSOS BARCELONA-FIGUERAS 3-1 30-8-86 LIGA BARCELONA-RACING 2-0 6-9-86 LIGA MALLORCA-BARCELONA 1-1 10-9-86 LIGA BARCELONA-CADIZ 2-0 13-9-86 LIGA SABADELL-BARCELONA 1-1 17-9-86 COPA DE LA UEFA FLAMURTARI-BARCELONA 1-1 21-9-86 LIGA BARCELONA-SEVILLA 1-0 23-9-86 AMISTOSO BARCELONA-GIMNASTIC 1-7 27-9-86 LIGA ATHLETIC DE BILBAO-BARCELONA 2-2 1-10-86 COPA DE LA UEFA BARCELONA-FLAMURTARI 0-0 4-10-86 LIGA BARCELONA-VALLADOLID 3-0 8-10-86 LIGA REAL MADRID-BARCELONA 1-1 12-10-86 LIGA BARCELONA-ESPANYOL 1-0 19-10-86 LIGA MURCIA-BARCELONA 1-0 22-10-86 COPA DE LA UEFA BARCELONA-SPORTING DE LISBOA 1-0 26-10-86 LIGA BARCELONA-LAS PALMAS 4-0 2-11-86 LIGA SPORTING-BARCELONA 0-0 5-11-86 COPA DE LA UEFA SPORTING DE LISBOA-BARCELONA 2-1 8-11-86 LIGA BARCELONA-ZARAGOZA 0-0 16-11-86 LIGA BETIS-BARCELONA 0-1 22-11-86 LIGA BARCELONA-REAL SOCIEDAD 1-0 26-11-86 COPA DE LA UEFA BAYER UERDINGEN-BARCELONA 0-2 6-12-86 LIGA OSASUNA-BARCELONA 0-2 10-12-86 COPA DE LA UEFA BARCELONA-BAYER UERDINGEN 2-0 14-12-86 LIGA BARCELONA-ATLETICO DE MADRID 1-1 17-12-86 LIGA RACING-BARCELONA 0-0 21-12-86 LIGA BARCELONA-MALLORCA 3-1 28-12-86 LIGA CADIZ-BARCELONA 0-1 4-1-87 LIGA BARCELONA-SABADELL 3-1 11-1-87 LIGA SEVILLA-BARCELONA 0-0 17-1-87 LIGA BARCELONA-ATHLETIC DE BILBAO 4-1 25-1-87 LIGA VALLADOLID-BARCELONA 0-0 28-1-87 COPA DEL REY BARCELONA-OSASUNA 0-1 31-1-87 LIGA BARCELONA-REAL MADRID 3-2 8-2-87 LIGA ESPANYOL-BARCELONA 0-0 11-2-87 COPA DEL REY OSASUNA-BARCELONA 0-1 /5-3/ PENALS 15-2-87 LIGA BARCELONA-MURCIA 2-0 22-2-1987 LIGA LAS PALMAS-BARCELONA 0-0 28-2-87 LIGA BARCELONA-SPORTING 0-4 4-3-87 COPA DE LA UEFA DUNDEE UNITED-BARCELONA 1-0 8-3-87 LIGA ZARAGOZA-BARCELONA 2-0 14-3-87 LIGA BARCELONA-BETIS 2-0 18-3-87 COPA DE LA UEFA BARCELONA-DUNDEE UNITED 1-2 22-3-87 LIGA REAL SOCIEDAD-BARCELONA 1-1 25-3-1987 LIGA BARCELONA-OSASUNA 4-2 5-4-87 LIGA ATLETICO DE MADRID-BARCELONA 0-4 07-04-87 AMISTOSOS BARCELONA-KOPARIT 3-0 12-4-87 LIGA REAL MADRID-BARCELONA 0-0 16-04-87 AMISTOSOS BARCELONA-SABADELL 1-2 19-4-87 LIGA BARCELONA-MALLORCA 1-0 3-5-87 LIGA ESPANYOL-BARCELONA 0-0 06-05-87 AMISTOSO BARCELONA-FIGUERES 3-1 9-5-87 LIGA BARCELONA-SPORTING 2-0 17-5-87 LIGA ZARAGOZA-BARCELONA 2-1 23-5-87 LIGA BARCELONA-REAL MADRID 2-1 31-5-87 LIGA MALLORCA-BARCELONA 0-1 7-6-1987 LIGA BARCELONA-ESPANYOL 2-1 14-6-87 LIGA SPORTING-BARCELONA 1-0 17-06-87 AMISTOSO BARCELONA-TARREGA 4-0 21-6-87 LIGA BARCELONA-ZARAGOZA 3-2 23-6-1987 AMISTOSOS (Mundialito) BARCELONA-INTER DE MILAN 1-3 25-6-87 AMISTOSOS (Mundialito) BARCELONA-PARIS S.G. 3-1 27-6-87 AMISTOSOS (Mundialito) BARCELONA-PORTO 1-1 30-6-87 AMISTOSOS (Mundialito) BARCELONA-MILAN 0-1 |